# Argenteus

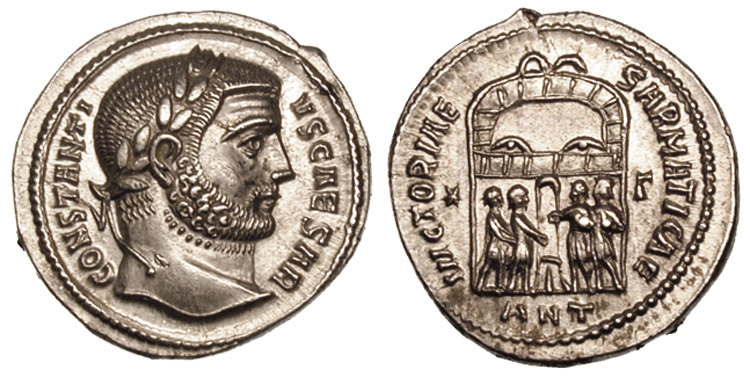
Cara i creu d'un argenteus de Constanci I

L'argenteus era una moneda de plata romana que va encunyar per primera vegada l'emperador Dioclecià amb un pes de 3,4 grams. Més endavant la reforma de Constantí el Gran va substituir l'argenteus per la siliqua.